# WirForce
WirForce是由4Gamers於臺北市舉辦的Lan Party電競派對，第一屆在2014年8月29-31日舉行。活動參與者通常分為自攜設備（BYOC）玩家与一般玩家。BYOC玩家可自行攜帶電腦配備至會場，將其電腦配備以區域網路連結，一同玩網路遊戲；而BYOC玩家與一般玩家則可參與BYOC區以外之活動，如單機遊戲試玩、遊戲設備體驗、現場實體遊戲同樂、社群活動參與、觀看電競比賽、音樂會等。
WirForce是由就肆電競（4Gamers）創辦人暨執行長黃智仁所創之複合字，讀音以及意譯自表「连线」的英语名词中的wire加上表「力量」的英语名词force，因此WirForce代表「連線的力量」。
2016年11月10日至13日於臺北市花博公園爭艷館所舉行的WirForce 2016，為2014年首屆以來規模最大之網路連線派對活動，除主辦單位4Gamers與原英行銷（InFamous）外，臺北市政府也在「電競三重奏」的活動規劃下以協辦、指導單位的身分力挺WirForce 2016。
2024年9月30日，4Gamers宣布推出人工智慧（AI）美少女「Nyx」為「WirForce電子外交官」。

## WirForce 2023

### 簡介
日期
2023/11/23-11/26（四天三夜）
地點
臺北市花博公園爭艷館與長廊廣場
入場說明
一般民眾免費入場-日間：除BYOC區外，民眾可於日間11:00～20:00自由進出會場
BYOC玩家：可自由進出會場全區

### 活動內容
- 殘酷舞台：為圓剛科技於爭艷館內設置之小型活動式卡拉OK包廂。將所有進去唱歌的人直播至Twitch。
- 爭艷館走廊：活動周邊商品販售處粉絲見面會（實況主湘湘、「凱琪」林筠庭、「赤鬼伯伯」邱萱）
- 爭艷館中庭：Intel極速特區
- 爭艷館中庭野台：高橋洋子演唱會與簽名會（恩熙俊主持）
- 長廊廣場：四驅車大賽、飆速電競椅大賽、新台灣娛樂摔角聯盟職業摔角表演賽

## WirForce 2022

### 簡介
日期
2022/11/3-11/6（四天三夜）
地點
臺北市花博公園爭艷館與長廊廣場
入場說明
一般民眾免費入場-日間：除BYOC區外，民眾可於日間11:00～20:00自由進出會場
BYOC玩家：可自由進出會場全區

### 活動內容
- 殘酷舞台：為圓剛科技於爭艷館內設置之小型活動式卡拉OK包廂。將所有進去唱歌的人直播至Twitch。
- 爭艷館舞台：電波歌劇院
- 爭艷館中庭：Intel極速特區
- 爭艷館中庭野台：和泰汽車Toyota TV直播節目《WirForce直擊！實況主同樂會》（實況主「凱琪」林筠庭、「赤鬼伯伯」邱萱主持）、紅牛能量飲料與閃電狼直播節目《Red Bull Beat The Pro閃電狼交流賽》（實況主「貝莉莓」胡靜雯、「鳥屎」蘇志翔主持）
- 長廊廣場：活動周邊商品販售處粉絲見面會（聯名帽T實況主郭鬼鬼、赤鬼伯伯、「薇薇」陳文薇、「咪咪蛋」游立宏、湘湘、啾啾（JoJo））、四驅車大賽、新台灣娛樂摔角聯盟職業摔角表演賽

## WirHouse 2020

### 簡介
因為COVID-19疫情的緣故，將WirForce更動為WirHouse，主辦單位與各縣市多方協調場勘之後，最終將活動場地移到台中市。
WirHouse是屬於規模較小的LAN party。主辦單位仍為4Gamers。
日期
2020/11/27-11/29（四天三夜）
地點
臺中市北區國民運動中心
入場說明
一般民眾免費入場-日間：除BYOC區外，民眾可於日間11:00～20:00自由進出會場
BYOC玩家：可自由進出會場全區

## WirForce 2019

### 活動內容
- 殘酷舞台：為小型活動式卡拉OK包廂。將所有進去唱歌的人直播至Twitch。
- 爭艷館野台：WirForce Lan Party x Linking Tour 2019 前前夜祭、藝曲入魂！電競音樂會、MetalHogs 聯賽《Pokémon GO》、《Just Dance 舞力全開[需要消歧义]》

- 長廊廣場：WirForce × YouTube Gaming、自走棋孤枝王大賽、「PUBG 大賽車」邀請賽、 PUBG MOBILE 絕地求生 × ROG 電競聯盟賽事、新台灣職業摔角表演賽、 LARP
- 花博流行館：遊戲王 Asia Championship Winter北區預賽

## WirForce 2018

### 簡介
日期
2018/12/06-12/09（四天三夜）
地點
臺北市花博公園爭艷館
入場說明
一般民眾免費入場-日間：除 BYOC 區，民眾可於日間11:00 ～ 20:00自由進出會場
一般民眾免費入場-夜間：除 BYOC 區，年滿 18 歲之民眾可於夜間（21:00 後）自由進出會場
BYOC 玩家：可自由進出會場全區
BYOC 總席次：1200席

### 活動內容
| 日期 | 主舞台                                                                                    | BYOC舞台                                                                                                  | 對戰區                                                                  | 野台                                                      |
| ---- | ----------------------------------------------------------------------------------------- | --- | ----------------------------------------------------------------------- | --------------------------------------------------------- |
| 12/6 | Wirforce 2018記者會、中華電信記者會、MetalHogs PUBG League S2 決賽 DAY1 轉播              | - | MetalHogs PUBG League S2 決賽 Day1                                      | -                                                         |
| 12/7 | 台北盃 預賽 傳說對決、台北盃 預賽 闇影詩章 、開幕演出、電波歌劇院 Vol.2、七月半搖滾小宇宙 | 煮過頭2、《沒有什麼 不能說》 博恩站起來!、WirForce 大胃王熱狗大賽IV                                       | MetalHogs PUBG League S2 決賽 DAY2                                      | 「桌」對廝殺、FB Gaming 實況主藍白大對抗                  |
| 12/8 | Yahoo 電競名人邀請賽 - 快打旋風V、Yahoo 電競名人邀請賽 - 爐石戰記、國語作業簿             | 轟炸超人、鮮乳坊XWirForce 擠牛奶 II 、中華電信xWirforce 知識王 III 、 WirForce Just Dance 熱舞大賽 V 決賽 | MetalHogs PUBG League S2 決賽 DAY3、CHT Master 中華電信校園電競賽總決賽 | 電狼高校之粉絲福利社、WirForce Just Dance 熱舞大賽 V 預賽 |
| 12/9 | 台北盃 總決賽 傳說對決、台北盃 總決賽 闇影詩章 、台北盃 頒獎典禮 、WirForce 2018頒獎典禮  | WirForce收垃圾清場大作戰II                                                                                | MetalHogs PUBG League S2 決賽 DAY4                                      | -                                                         |

## WirForce 2017

### 簡介
日期
2017/11/23-11/26（四天三夜）
地點
臺北市花博公園爭艷館
入場說明
一般民眾免費入場-日間：除 BYOC 區，民眾可於日間11:00 ～ 20:00自由進出會場
一般民眾免費入場-夜間：除 BYOC 區，年滿 18 歲之民眾可於夜間（21:00 後）自由進出會場
BYOC 玩家：可自由進出會場全區
| 日期  | 主舞台 | BYOC舞台 | 野台                                                                                                 |
| ----- | --- | --- | --- |
| 11/23 | Wirforce 2017記者會、台北盃電競大賽 個人項目 16 強總決賽 -《快打旋風V》                                                              | 無 | 無                                                                                                   |
| 11/24 | 《部落衝突:皇室戰爭》 2017皇冠錦標賽東南亞賽區外卡賽、BYOC Fight PC《絕對武力：1.6》總決賽、 NVIDIA X 天命 2、WirForce 2017 開幕演出 | Twitch 神秘活動、ROG X WirForce 第一神拳 、WirForce 大胃王 III、鮮乳坊 X WirForce 擠牛奶                                                | ahq 誓師大會、双響泡熱血運動會、6tan x 惡王：職業摔角 x Gamer訪談                                    |
| 11/25 | 中華電信 BYOC Fight《英雄聯盟》總決賽、Shadowverse 台日韓邀請賽、 AORUS BYOC Fight《絕地求生》總決賽、WirForce 2017 DJ / 音樂會      | Gigabyte 工商時間、 GeForce X 誰是槍王、GeForce X WirForce 肥宅運動大會、中華電信 X WirForce 知識王 II、WirForce Just Dance 熱舞大賽 IV | MSI x 閃電狼粉絲見面會、AGON電競顯示器 視感對決、璐加雪糖、熱舞大賽 IV 《 Just Dance 舞力全開2018 》 |
| 11/26 | 台北盃電競大賽 團體項目總決賽 -《傳說對決》、台北盃電競大賽 個人項目 總決賽 -《快打旋風 V》、WirForce 2017 成就獎項頒發、閉幕        | WirForce 收垃圾清場大作戰 | WirForce 次元的聲音                                                                                  |

## WirForce 2016

### 簡介
日期
2016/11/10-11/13（四天三夜）
地點
臺北市花博公園爭艷館
入場說明
一般民眾免費入場-日間：除 BYOC 區，民眾可於日間自由進出會場
一般民眾免費入場-夜間：除 BYOC 區，年滿 18 歲之民眾可於夜間（21:00 後）自由進出會場
BYOC 玩家：可自由進出會場全區

### 活動分區與內容
- BYOC區：Bring Your Own Computer，收費區域6區共600個座位，事先報名的玩家可攜帶電腦配備（如桌上型電腦、筆記型電腦與電視遊戲主機等）至該區域玩各種遊戲、參與各式社群活動、進行直播、或與現場實況主互動。

- 攤位區[8]：電競電腦硬體品牌廠現場互動、遊戲開發廠商遊戲試玩、桌遊遊玩、遊戲直播平台大型溜滑梯 & 知名實況主現場直播、銀行、食品廠商食品試吃、量販百貨現場販售、經濟部數位內容產業推動辦公室推廣國內自製遊戲、密室逃脫、飛鏢機、VR體驗、Wirforce 勇者村。
- 主舞台：於主要舞台上所執行的活動。

音樂表演項目：DJ 問號 + 告野家、國語作業簿（DJ MR. SKIN、DJ Double Jay、DJ Ground、DJ AMOS、DeeJay RayRay）
賽事競賽項目：WirForce 國際邀請賽《CS:GO》、WirForce 邀請賽《鬥陣特攻》Powered by GeForce® GTX、4Gamers 大專聯賽 - 《英雄聯盟》Final、WirForce 國際邀請賽《爐石戰記》Semi-Final & Final
大會成就獎項： 首殺 First Blood（最早到場的 BYOC 玩家）、情比金堅（上台還幫 Xargon 宣傳訂閱特價，根本真愛）、您佈置系？（最特別的佈置玩家）等等
- BYOC 舞台：執行 BYOC 玩家專屬社群活動。

社群成就獎項：最爛電腦大賽、喝什麼什麼大賽、WirForce 大胃王熱狗大賽 II、最炫電腦大賽、WirForce 知識王、WirForce Just Dance 熱舞大賽 III、收垃圾大作戰
- 野台：執行各攤位之活動。
- 八角擂台：觀眾可現場報名 PS4 單人遊戲關主挑戰賽。
- 自由競技場：現場觀眾可組隊同遊 PC 挑戰賽。

The Typing of The Dead、OSU!、L4D2、LOL ARAM （页面存档备份，存于）、中區聯賽、SFV
- 賽事競賽結果[11]：

| 名稱 | WirForce《CS:GO》國際邀請賽                  | WirForce《CS:GO》國際邀請賽                    | WirForce《CS:GO》國際邀請賽             | WirForce《CS:GO》國際邀請賽           | WirForce《CS:GO》國際邀請賽          | WirForce《CS:GO》國際邀請賽                                    |
| 賽制 | 小組循環賽 BO5                               | 小組循環賽 BO5                                 | 小組循環賽 BO5                          | 小組循環賽 BO5                        | 小組循環賽 BO5                       | 小組循環賽 BO5                                                 |
| 名次 | 1st                                          | 2nd                                            | 3rd-4th                                 | 3rd-4th                               | 5th-6th                              | 5th-6th                                                        |
| 隊伍 | Rebellion                                    | MiTH                                           | ilovetw                                 | G1 Wolves                             | MetamorphiC                          | RAEG                                                           |
| 選手 | Rambutan、JohnnyP、Rap、Vaneyes、Rola、Mevve | JinNy、bnwGiggs、ROLEX、viperdemon、Ezquelusia | RapidFire、cedrik、nasse、Marek、EygisK | z3r02、JMPW7K、-ToMi、Dek、MagicBunny | Aaqeeb、Que.、UDEEEN、zRL、blackjack | RaiNyyyy、Ziggo、cloudming、E4wiN、Lokechino99999、Mentorylele |

| 名稱 | WirForce 邀請賽《鬥陣特攻》Powered by GeForce® GTX           | WirForce 邀請賽《鬥陣特攻》Powered by GeForce® GTX           |
| 賽制 | 競技對戰模式之 BO5 賽制（StayFrosty 與實況名人隊打散重組隊） | 競技對戰模式之 BO5 賽制（StayFrosty 與實況名人隊打散重組隊） |
| 名次 | 1st                                                          | 2nd                                                          |
| 隊伍 | NVIDIA 黑                                                    | NVIDIA 綠                                                    |
| 選手 | Gura、Danny、EDIBOSS、Yik、S1nkler、LMoMo                    | Xargon、Zonda、LazyTitan、HolidaCow、BaconJack、Cassis       |

| 名稱 | WirForce《英雄聯盟》大專盃 II 總決賽 | WirForce《英雄聯盟》大專盃 II 總決賽 |
| 賽制 | BO3                                  | BO3                                  |
| 名次 | 1st                                  | 2nd                                  |
| 隊伍 | 黎明技術學院                         | 德霖技術學院                         |
| 選手 | Unknown                              | Unknown                              |

| 名稱 | WirForce 國際邀請賽《爐石戰記》 | WirForce 國際邀請賽《爐石戰記》 | WirForce 國際邀請賽《爐石戰記》            |
| 賽制 | 單淘汰賽                        | 單淘汰賽                        | 單淘汰賽                                   |
| 名次 | 1st                             | 2nd-4th                         | 5th-8th                                    |
| 選手 | YulSic                          | Jako、一抽入魂、 Roger          | Pinpingho、 Kranich、 Handsomeguy、 Mattun |

## WirForce 2015

### 簡介
日期
2015/09/18-09/20（三天兩夜）
地點
新北市工商展覽中心
入場說明
一般參觀票：登記後，可於 10 點～每日 21 點清場前可自由進出會場（除 BYOC 區）
VIP票：登記後，除 BYOC 區，可自由進出會場（須年滿 18 歲）
BYOC 票：可自由進出會場全區
- 賽事競賽結果：

| 名稱 | WirForce 2015 A.V.A TOURNAMENT       | WirForce 2015 A.V.A TOURNAMENT                     | WirForce 2015 A.V.A TOURNAMENT               | WirForce 2015 A.V.A TOURNAMENT           |
| 賽制 | 三戰兩勝（32強）、五戰三勝（8強）    | 三戰兩勝（32強）、五戰三勝（8強）                  | 三戰兩勝（32強）、五戰三勝（8強）            | 三戰兩勝（32強）、五戰三勝（8強）        |
| 名次 | 1st                                  | 2nd                                                | 3rd-4th                                      | 3rd-4th                                  |
| 隊伍 | 細雨帶風                             | 陌生奶綠                                           | Halol                                        | 就喊a歐                                  |
| 選手 | JiKai、pEyou、ResidueM、Clpan、Ka1cC | TaNgYu、重陽節、37Scott、粉紫小可愛♥︎ 、粉紅小可愛♥︎ | GanWoRebel、R-chord、YomMy、Woo♥︎、GanWoHowIn | ohgod★、Pai_Lang、ClingCling、A6IX-、5K“ |

| 名稱 | WirForce 2015 StarCraft Show Match | WirForce 2015 StarCraft Show Match | WirForce 2015 StarCraft Show Match | WirForce 2015 StarCraft Show Match |
| 賽制 | 執政官模式 BO7 表演賽              | 執政官模式 BO7 表演賽              | 執政官模式 BO7 表演賽              | 執政官模式 BO7 表演賽              |
| 名次 | 1st                                | 1st                                | 2nd                                | 2nd                                |
| 選手 | FWIan                              | FWHas                              | Mvp                                | MarineKing                         |

| 名稱 | 2015《爐石戰記》世界盃聯賽台港澳資格賽決賽                                                               | 2015《爐石戰記》世界盃聯賽台港澳資格賽決賽                                                               |
| 賽制 | 五戰三勝（線上賽：40強淘汰賽、16強選拔賽、8強賽、4強準決賽；決賽線下賽）、BO5 征服戰單淘汰賽（最後一杯） | 五戰三勝（線上賽：40強淘汰賽、16強選拔賽、8強賽、4強準決賽；決賽線下賽）、BO5 征服戰單淘汰賽（最後一杯） |
| 名次 | 1st | 2nd |
| 選手 | 齊力斷金                                                                                                 | pinpingho                                                                                                |

| 名稱 | 《虹彩六號：圍攻行動》名人表演賽 | 《虹彩六號：圍攻行動》名人表演賽 | 《虹彩六號：圍攻行動》名人表演賽 | 《虹彩六號：圍攻行動》名人表演賽 |
| 賽制 | Unknown                          | Unknown                          |                                  |                                  |
| 名次 | 1st                              | 2nd                              |                                  |                                  |
| 隊伍 | 4Gamers Team                     | Legend Team                      |                                  |                                  |
| 選手 | 小鬼、懶貓、Xargon、古拉、QQ     | Sam、Kurt、DAN、COol、Ryan       |                                  |                                  |

| 名稱 | eGamers 暴雪英霸公開賽冠亞軍賽                                               | eGamers 暴雪英霸公開賽冠亞軍賽                                               | eGamers 暴雪英霸公開賽冠亞軍賽 | eGamers 暴雪英霸公開賽冠亞軍賽 |
| 賽制 | 16 強與 8 強為 BO3 雙敗淘汰制，小組循環賽；4 強賽與季殿軍賽為 BO3 單敗淘汰制 | 16 強與 8 強為 BO3 雙敗淘汰制，小組循環賽；4 強賽與季殿軍賽為 BO3 單敗淘汰制 |                                |                                |
| 名次 | 1st                                                                          | 2nd                                                                          |                                |                                |
| 隊伍 | GIA                                                                          | Revolution                                                                   |                                |                                |
| 選手 | Blueway、Lulumi、Alpha、GoDDog、Rival                                        | ZoLa、Penguin、Austinger、Democracy、Cself                                   |                                |                                |

## 爭議
4Gamers於2017年8月21日，於其官方Facebook粉絲專頁上發表WirForce 2017 BYOC售票資訊。然而多名群眾在其貼文下方留言表示，官方宣佈9月4日開賣，但是8月31日至官網查詢時，原訂1000個BYOC座位僅剩300多個位置可供選購，引發實況主及觀眾們反彈。

## 資料來源
1. ↑  . www.webopedia.com.   [2016-12-27]. （原始内容存档于2017-01-23）.
2. ↑  . 蘋果日報.   [2016-12-29]. （原始内容存档于2017-09-13） （中文（臺灣））.
3. ↑  柯文哲. . 2016-11-11  [2016-12-23]. （原始内容存档于2019-02-18）.
4. ↑  .   [2016-12-23]. （原始内容存档于2017-01-04）.
5. ↑  新聞稿. . 臺北市政府資訊局. 2016-11-11  [2016-12-30]. （原始内容存档于2017-01-04）.
6. ↑  4Gamers. . LINE TODAY.   [2021-03-23] （中文（繁體））.
7. ↑  聯合新聞網. . 聯合新聞網. 20201129T183814Z  [2021-03-23] （中文（臺灣））.
8. ↑  活動廣告. . 車訊網（台灣寶路多股份有限公司）.   [2016-12-29]. （原始内容存档于2017-02-01）.
9. ↑  4Gamers. . 4Gamers 官方網站.   [2016-12-29]. （原始内容存档于2017-01-04）.
10. 1 2  . 4Gamers 官方網站.   [2016-12-27]. （原始内容存档于2017-02-01）.
11. ↑  4Gamers. . 4Gamers 官方網站.   [2017-01-04]. （原始内容存档于2017-01-04）.
12. ↑  編輯01. . 4Gamers. 2015-08-21  [2016-12-28]. （原始内容存档于2017-02-08）.
13. ↑  . dev.4gamers.com.tw.   [2016-12-28]. （原始内容存档于2016-12-28）.
14. 1 2  4Gamers, , 2015-09-08  [2016-12-29], （原始内容存档于2017-02-12）
15. 1 2  4Gamers, , 2015-09-08  [2016-12-29], （原始内容存档于2017-02-12）
16. ↑  . 閃電狼職業電競隊.   [2016-12-28]. （原始内容存档于2019-02-18）.
17. ↑  . BLIZZARD ENTERTAINMENT, INC. 2015-08-27  [2016-12-28]. （原始内容存档于2017-02-08）.
18. ↑  . 4Gamers. 2015-09-18  [2016-12-28]. （原始内容存档于2017-02-08）.
19. ↑  4Gamers, , 2015-10-20  [2016-12-28], （原始内容存档于2017-02-11）
20. ↑  . 暴雪英霸 | 英霸指南針.   [2016-12-29]. （原始内容存档于2017-02-08）.
21. ↑  eGamers 台灣電子競技, , 2015-10-26  [2016-12-29], （原始内容存档于2017-02-11）
22. ↑  .   [2017-08-31]. （原始内容存档于2019-02-18）.
23. ↑  . 自由時報.   [2017-08-31]. （原始内容存档于2017-08-31） （中文（臺灣））.

## 外部連結
- WirHouse （页面存档备份，存于）
- WirForce
- 4Gamers
- DreamHack
- Infamous （页面存档备份，存于）
- Rebellion （页面存档备份，存于）（CS:GO 越南戰隊）
- MiTH（CS:GO 泰國戰隊）
- ilovetw（CS:GO 臺灣戰隊）
- G1 Wolves （页面存档备份，存于）（CS:GO 菲律賓戰隊）
- MetamorphiC （页面存档备份，存于）（CS:GO 馬來西亞戰隊）
- RAEG （页面存档备份，存于）（CS:GO 臺灣戰隊）